# Veurne
Veurne (en francès: Furnes) és un municipi belga de la província de Flandes Occidental a la regió de Flandes.

## Seccions
| #    | Nom               | Superfície km² | Població (14/02/2008) |
| ---- | ----------------- | -------------- | --------------------- |
| I    | Veurne            | 22,67          | 8.471                 |
| II   | Booitshoeke       | 3,35           | 96                    |
| III  | Avekapelle        | 4,58           | 341                   |
| IV   | Zoutenaaie        | 2,07           | 17                    |
| V    | Eggewaartskapelle | 4,90           | 176                   |
| VI   | Steenkerke        | 11,79          | 434                   |
| VII  | Bulskamp          | 8,03           | 691                   |
| VIII | Wulveringem       | 9,37           | 343                   |
| IX   | Vinkem            | 5,27           | 360                   |
| X    | Houtem            | 12,71          | 663                   |
| XI   | De Moeren         | 11,58          | 126                   |

## Personatges il·lustres
- Michel Host (1942 – 2021) va ser un columnista literari, traductor i escriptor. Va rebre el Premi Goncourt de l'any 1986 per la seva novel·la "Valet de nuit".

## Localització

Mapa de Veurne

| - a. Adinkerke (De Panne) - b. Koksijde (Koksijde) - c. Wulpen (Koksijde) - d. Ramskapelle (Nieuwpoort) - e. Pervijze (Diksmuide) - f. Lampernisse (Diksmuide) - g. Alveringem - h. Oeren (Alveringem) - i. Izenberge (Alveringem) - j. Leisele (Alveringem) - k. Hondschoote - l. Les Moëres - m. Ghyvelde |

## Agermanaments
- Rösrath